# Маргаритова актиния
Маргаритовите актинии (Cereus pedunculatus) са вид корали от семейство Sagartiidae.
Таксонът е описан за пръв път от Томас Пенант през 1777 година.

## Подвидове
- Cereus pedunculatus conspersa
- Cereus pedunculatus fusca
- Cereus pedunculatus histronica
- Cereus pedunculatus interrupta
- Cereus pedunculatus olivacea
- Cereus pedunculatus rhodostyla
- Cereus pedunculatus sordida
- Cereus pedunculatus variegata
- Cereus pedunculatus versicolor